# Quercus ocoteifolia
Quercus ocoteifolia — вид рослин з родини букових (Fagaceae), зростає у Мексиці й Центральній Америці.

## Опис
Це дерево сягає 25–30 метрів заввишки; стовбур до 1 метра в діаметрі. Кора сіра, гладка, борозниста. Гілочки стрункі, стають голими, червонувато-коричневими, з непомітними сочевичками. Листки вічнозелені, товсті, жорсткі, еліптичні, ланцетні або вузько-овальні, 5–12 × 1–4 см; основа клиноподібна або послаблена; верхівка загострена і гостра, з щетиною; край загнутий, цілий або з кількома зубчиками з кінчиками щетини в верхівкових 1/2; верх блискучий, голий за винятком деяких волосків на середній жилці; низ блідіший, з пахвовими пучками; ніжка ± гола, 5–20 мм. Чоловічі сережки завдовжки 3 см, малоквіткові. Жіночі суцвіття завдовжки 1–2 см, містять 1 або 2 квітки. Жолуді поодинокі або парні, завдовжки 10–20 мм, верхівка округла; чашечка вкриває 1/2 горіха або менше; дозрівають другого року.

## Середовище проживання
Вид поширений у Мексиці (Чіапас, Оахака, Пуебла, Веракрус), Сальвадорі, Гватемалі, Гондурасі; росте на висотах від 1500 до 3000 метрів.